# Даян, Кадыр
Кадыр Хакимович Даянов (баш. Ҡадир Хәким улы Даянов), 1910—1975) — башкирский писатель и драматург, редактор, поэт. Заслуженный деятель искусств Башкирской АССР (1969).

## Биография
Родился 19 октября]февраля 1910 года в селе Кунашак Челябинского уезда Оренбургской губернии (ныне райцентр Кунашакского района Челябинской области).
В 1927 году окончил школу, занимался на учительских курсах в Аргаяше и работал учителем и директором школы.
В 1930—1933 гг. обучался в Башкирском педагогическом институте имени К. А. Тимирязева (ныне Уфимский университет науки и технологий).
В 1933—1935 гг. преподавал в Стерлитамакском педагогическом училище.
В 1936—1941 гг. являлся заведующим кафедрой башкирского языка и литературы Башкирского педагогического института имени К. А. Тимирязева (ныне Уфимский университет науки и технологий).
Участвовал в Великой Отечественной войне в составе 16-й гвардейской кавалерийской дивизии (112-я Башкирская кавалерийская дивизия).
После войны работал редактором Башкирского книжного издательства, а также литературным консультантом Союза писателей Башкирской АССР.
19 октября 1975 года погиб спасая ребёнка, упавшего на железнодорожные рельсы на ж/д Чишмы-Уфа.

## Творчество
С 1929 года начали публиковаться его произведения.
В 1934 году были опубликованы поэма «Рашида» («Рәшиҙә»), книга для детей «Тимеркай» («Тимеркәй») и пьеса «Хэйруш и Файруш» («Хәйрүш һәм Фәйрүш»). Дальнейшее развитие творчество К. Даяна получает в его поэмах «Старый беглец», «Две молодости», «На берегах Агидели» («Ағиҙел ярында», 1938) и др.
Кадыр Даян наиболее известен как поэт-песенник. Такие песни как «Шаймуратов-генерал» («Шайморатов генерал»), «Возлюбленный Гульсиры» («Гөлсирәнең һөйгәне»), «Зайтуна» («Зәйтүнә»), «Ночной Урал» («Төнгө Урал»), «Гульямал» («Гөлъямал»), «Карасэс» («Ҡарасәс»), «Мухтарама» («Мөхтәрәмә») и другие стали популярными среди народа.
Пьеса «Таңсулпан» под его авторством успешно шла на сцене Башкирского академического театра драмы. Кадиром Даяном для детей созданы сказки «Как собака нашла хозяина» («Эт нисек үҙенә хужа тапты», 1939), «Птицы летят» («Ҡоштар оса», 1952), «Три сказки о хитрой лисе» («Хәйләкәр төлкө тураһында өс әкиәт», 1957), «Охотники» («Һунарсылар», 1959), «Голуби» («Күгәрсендәр») и другие.

## Награды, звания и премии
- Орден Красной Звезды (1945);
- Два ордена «Знак Почёта» (1945, 1955);
- Заслуженный деятель искусств Башкирской АССР (1969).